# Halozetes macquariensis
Halozetes macquariensis is een mijtensoort uit de familie van de Ameronothridae. De wetenschappelijke naam van de soort is voor het eerst geldig gepubliceerd in 1958 door Dalenius & Wilson.